# Jean-Loup Chrétien
Jean-Loup Chrétien (La Rochelle, 1938. augusztus 20. –) francia űrhajós. Ő volt az első francia, ugyanakkor az első nyugat-európai, aki űrrepülést hajtott végre.

## Életpályája
A katonai főiskola elvégzését követően 1959-től a légierő pilótája. 1961-ben repülőmérnöki oklevelet szerzett. 1980. június 12-től részesült űrhajós kiképzésben. Három űrutazásban vett részt, összesen 43 napot, 11 órát 19 percet töltött a világűrben.

## Űrrepülései
1. 1982. június 24. és július 2. között a Szojuz T–6 fedélzetén az Interkozmosz program keretében Vlagyimir Alekszandrovics Dzsanyibekov és Alekszandr Szergejevics Ivancsenkov társaságában repült a Szaljut–7 űrállomásra.
2. 1988. november 26-án a Szojuz TM–7 fedélzetén indult újabb űrfeladat végrehajtására Alekszandr Alekszandrovics Volkov és Szergej Konsztantyinovics Krikaljov társaságában a Mir űrállomásra, majd december 21-én a Szojuz TM–6 fedélzetén Vlagyimir Georgijevics Tyitov és Musza Hiramanovics Manarov társaságában érkezett vissza a Földre. Ő volt az első nem szovjet és nem amerikai űrhajós, aki űrsétát hajtott végre.
3. 1997. szeptember 26-án az Atlantis űrrepülőgép fedélzetén az STS–86 küldetésen hajtott végre feladatokat.

## Szakmai sikerei
Több szakmai szervezetnek is tagja (francia és amerikai Akadémia, Repülés és Űrhajózás Múzeuma, asztronautikai intézet, űrfelfedezők társasága). Űrtevékenységgel foglalkozó vállalatok tanácsadója (Dassault repülőgépgyár). Bélyegen is megörökítették az űrrepülését. A külföldieknek adható Szovjetunió Hőse kitüntetés, A Munka Vörös Zászló Érdemrendje, a Lenin-rend és több magas rangú francia és amerikai kitüntetés tulajdonosa.